# Azar Nafisi
Azar Nafisi (Teheran, 1 december 1955) is een Amerikaanse romanschrijver, docente Internationale Betrekkingen aan de Johns Hopkins-universiteit, alsook een gewezen hoogleraar Engels aan de universiteit van Teheran (1979-1981). Zij is een vrouwenrechten-activiste voor vrouwen die leven in de Islamitische Republiek Iran, het land dat zij in 1997 ontvlucht is.

## Levensloop
Haar ouders waren Ahmed Nafisi (1919-2004), burgemeester van Teheran in de jaren 1961-1963, en Nezhat Nafisi (1920-2003), parlementslid in het Perzisch keizerrijk. Haar vader zat in de gevangenis van 1963 tot 1967. In 1968 stuurden haar ouders haar naar Lancaster voor voortgezet onderwijs, met nadruk op talen. Nadien leefde ze in Zwitserland. Ze leerde er haar eerste echtgenoot kennen. Na haar huwelijk (1972) trok het echtpaar naar de Verenigde Staten. 
Ze trouwde aldaar een tweede maal in 1977. Zij behaalde aan de universiteit van Oklahoma een doctoraat in Engelse en Amerikaanse literatuur. Tevens had ze aan de universiteit van Oxford een onderzoeksbeurs.
In 1979, kort na de Iraanse revolutie, keerde Nafisi naar Iran terug. Zij werd er benoemd tot hoogleraar Engels aan de universiteit van Teheran. In 1981 werd ze ontslagen omdat ze de hoofddoek niet droeg en omdat studenten haar boekenkeuze aankloegen als niet-islamitisch. Zij ging ondergronds verder met het doceren van Engels. Ze werd gastdocent aan de Vrije Islamitische Universiteit en de Allameh Tabatabai-universiteit, die ze in 1995 moest verlaten. In 1997 verliet Nafisi Iran voorgoed.
Nafisi ging in ballingschap in de Verenigde Staten. Zij schreef artikels voor The New York Times, The Washington Post en The New Republic. Hierin benadrukte ze het politieke belang van literatuur en hield ze herhaaldelijk een betoog voor vrouwenrechten in Iran. Sommige van haar artikels handelden over hoe Amerikanen kijken naar het Midden-Oosten.
In 2003 publiceerde Nafisi haar eerste roman: Reading Lolita in Teheran. Deze roman is autobiografisch. Het werd een bestseller, die in 32 talen vertaald werd. Andere romans volgden: Things I’ve Been Silent About in 2010 en The Republic of Imagination in 2015. 
Ze zetelde in de jury van de International Booker Prize. 
In 2008 verkreeg ze het Amerikaans staatsburgerschap. Ze liet het thema van de vrouwenrechten in Iran niet los. Zo publiceerde ze onder meer in The Huffington Post in 2010 een militant artikel met de titel Iran’s women: canaries in the coal mine.
Op 26 november 2009 hield zij de Belle van Zuylenlezing in RASA wereldculturencentrum te Utrecht.
Nafisi was jaren lang tewerkgesteld als docent aan de Johns Hopkins universiteit in Baltimore, meer bepaald aan de Paul H. Nitze School of Advanced International Studies.